# Sebastian Dahm
Sebastian Dahm (* 28. února 1987) je dánský hokejový brankář hrající v německé Deutsche Eishockey Liga (DEL) za tým Eisbären Berlín. Dříve působil v německém klubu Iserlohn Roosters a v rakouském klubu Graz 99ers, hrající v Erste Bank Eishockey Lize. Působil také v Dánsku, v Kanadě a v amerických klubech. Pravidelně nastupuje na mezinárodních akcích, jako je mistrovství světa či olympijské hry.

## Kariéra

### Junior
Sebastian začal se svou kariérou jako hokejista v hokejovém klubu pro mládež Hvidovre Ishockey. kde působil až do roku 2003. Poté se přesunul do Švédska, kde v sezónách 2003/04 a 2004/05 chytal za juniorský tým Malmö Redhawks. V roce 2005 byl Dahm draftován týmem Belleville Bulls, hrající v OHL, čímž se stal prvním dánským brankářem chytajícím v OHL. Odchytal 25 utkání a jeho procentuální úspěšnost byla 90,8%.
První polovinu sezóny 2006/07 odchytal Dahm za tým Sarnia Sting, druhou za tým Sudbury Wolves, kam byl vyměněn. Dahmovi se povedlo chytat ve finále OHL proti Plymouth Whalers, finále však vyhrál Plymouth. I první polovinu další sezóny chytal Dahm Sudbury, poté se však přesunul do týmu Niagara IceDogs, kde odehrál zbytek sezóny.

### Americké kluby (2008 - 2010)
V roce 2008, podepsal Sebastian smlouvu s týmem Columbus Blue Jackets a sezónu 2008/09 odehrál v jeho farmářském týmu Syracuse Crunch. Na konci sezóny, kdy bylo jasné, že Dahm nebude hrát příští rok v AHL se Sebastian přesunul do ECHL, kde podepsal smlouvu s týmem Johnstown Chiefs. Sezónu 2009/10 odehrál Dahm v klubech Alaska Aces a Bloomington PrairieThunder.

### Rødovre Mighty Bulls (2010 - 2015)
V roce 2010 se Dahm rozhodl po šesti letech vrátit zpět do Evropy. Nastoupil v dánské hokejové lize, kde podepsal smlouvu s týmem Rødovre Mighty Bulls. V sezóně 2010/11 odchytal pouze dva zápasy a i když byla jeho úspěšnost 97,9% v této sezóně moc příležitosti nedostal
Až v sezóně 2011/12 se Dahm našel, když s jeho procentuální úspěšností 91% skončil jeho tým v základní časti čtvrtý. V play-off však Dahm nedostal příležitost a Rødovre Mighty Bulls vypadl již ve čtvrtfinále.
Příští sezónu (2012/13) se mu sice nepovedla základní část, jeho tým byl po základní časti až sedmý, ale v play-off se Rødovre Mighty Bulls podařilo získat třetí místo. Dahm měl tehdy procentuální úspěšnost 93,8%
Sezóny 2013/14 a 2014/15 se Dahmovi příliš nepovedli. Jeho procentuální úspěšnosti se sice pohybovali kolem 91%, ale Dahm se rozhodl, že dánskou ligu opustí

### Graz 99ers (2015 - 2017)
V sezóně 2015/16 se Dahm přesunul do rakouské EBEL ligy, kde hrál za tým Graz 99ers. Jeho týmu se příliš nevedlo, když v lize skončil jedenáctý z dvanácti účastníků. Dahm měl tehdy úspěšnost 93,1%.
Další sezónu (2016/17) se jeho tým umístil daleko lépe, když skončil celkově sedmý ze dvanácti účastníků. Dahm měl podobnou úspěšnost jako předchozí sezónu, tedy 93,3%.

### Iserlohn Roosters (2017 - 2019)
V květnu roku 2017 podepsal Dahm dvouletou smlouvu s týmem Iserlohn Roosters, hrajícím v německé hokejové lize. V prvním roce skončil jeho tým na devátém místě ze čtrnácti účastníků. Dahmova úspěšnost byla 92,1%
Sezóna 2018/19 se jak Dahmovi, tak jeho týmu nepovedla. S jeho procentuální úspěšnsostí 89,7%, skončil jeho tým až na třináctém místě.

### Eisbären Berlin (2019 - 2020)
Po vypršení smlouvy s Iserlohn Roosters, podepsal Dahm 15. května 2019 smlouvu s týmem Eisbären Berlín.

## Reprezentace
Dahm hrával na všech juniorských mistrovstvích světa od roku 2003 až do roku 2005. Dánský dres oblékl také na Mistrovství světa juniorů v ledním hokeji 2007. Na mistrovství světa se objevil poprvé v roce 2009, kde chytal pouze zápas proti Finsku. Dostal tehdy pět gólů a jeho úspěšnost byla 86,8%.
Poté se Dahm objevil na Mistrovství světa v ledním hokeji 2015, kde se stal druhým nejlepším brankářem, přesto Dánsko nepostoupilo do play-off.
Dahm se od té doby ukazoval na většině mistrovství světa, Dánsko se však do play-off dostalo pouze v roce 2016.